# 1958-as magyar asztalitenisz-bajnokság
Az 1958-as magyar asztalitenisz-bajnokság a negyvenegyedik magyar bajnokság volt. A bajnokságot február 7. és 9. között rendezték meg Budapesten, a Nemzeti Sportcsarnokban.

## Eredmények
| Versenyszám  | Arany                                                              | Arany | Ezüst                                         | Ezüst | Bronz | Bronz |
| ------------ | ------------------------------------------------------------------ | ----- | --------------------------------------------- | ----- | --- | ----- |
| Férfi egyéni | Gyetvai Elemér Egyetértés SC                                       |       | Berczik Zoltán Vasútépítő Törekvés            |       | Földy László Bp. Vörös MeteorSidó Ferenc Bp. Vörös Meteor                                                                                  |       |
| Női egyéni   | Kóczián Éva Bp. Vörös Meteor                                       |       | Mossóczy Lívia Ferencvárosi TC                |       | Kerekes Imréné Bp. Vörös MeteorLantosné Farkas Gizella Bp. Vörös Meteor                                                                    |       |
| Férfi páros  | Földy László, Bubonyi Zoltán Bp. Vörös Meteor, Vasútépítő Törekvés |       | Gyetvai Elemér, Csender Jenő Egyetértés SC    |       | Berczik Zoltán, Sidó Ferenc Vasútépítő Törekvés, Bp. Vörös MeteorFóris Mihály, Müller György Pénzügyőrök SE                                |       |
| Női páros    | Lantosné Farkas Gizella, Kerekes Imréné Bp. Vörös Meteor           |       | Marosvölgyi Éva, Kárpáti Rózsi Egyetértés SC  |       | Kóczián Éva, Mossóczy Lívia Bp. Vörös Meteor, Ferencvárosi TCMáthé Sára, Ujlaki Jenőné Ferencvárosi TC, VM Közért                          |       |
| Vegyes páros | Sidó Ferenc, Kóczián Éva Bp. Vörös Meteor                          |       | Földy László, Kerekes Imréné Bp. Vörös Meteor |       | Berczik Zoltán, Lantosné Farkas Gizella Vasútépítő Törekvés, Bp. Vörös MeteorGyetvai Elemér, Mossóczy Lívia Egyetértés SC, Ferencvárosi TC |       |